# Армирани бетон
Армирани бетон (RC) је композитни грађевински материјал настао спрезањем бетона и челика, у коме се релативно ниска затезна чврстоћа и дуктилност бетона компензују укључивањем арматуре која има већу затезну чврстоћу или дуктилност. Основна идеја спрезања је да се челику повере напони затезања који се јављају у затегнутим зонама бетонских конструкција, док се бетону поверавају напони притиска. Арматура је обично, мада не нужно, челична шипка (арматура) и обично се пасивно уграђује у бетон пре него што бетон стврдне. Међутим, накнадно затезање се такође користи као техника за ојачавање бетона. По запремини која се користи годишње, један је од најчешћих инжењерских материјала. У смислу инжењеринга корозије, када је правилно пројектован, алкалност бетона штити челичну арматуру од корозије.

## Саставни елементи армираног бетона
Бетон је сложен материјал и састоји се из агрегата (мешавине одређених гранулација шљунка и песка), цемента и воде односно три елемента. Агрегат је инертан материјал, док су песак и вода активни материјали. Армирани бетон је високосложен материјал и састоји се из бетона и арматуре (бетонски или профилисани челик).
Челичне шипке којима се прожима бетонска маса називају се арматура, а процес њиховог постављања - процес армирања или једноставно армирање. Њихов заједнички рад омогућен је захваљујући томе што:
- бетон и челик приближно исто реагују на температурне промене
- бетон добро приања уз арматуру
- бетон добро штити арматуру од корозије
- бетон штити арматуру од утицаја пожара.

## Историјат армираног бетона
Франсоа Којгнет је први користио бетон ојачан гвожђем као технику за изградњу грађевинских конструкција. Године 1853, Којгнет је саградио прву конструкцију од гвожђем ојачаног армираног бетона, четвороспратну кућу на адреси 72 Шарлс Мишел у једном од предграђа Париза. Којгнетови описи армираног бетона сугеришу да то није учинио ради додавања чврстоће бетону, већ ради спречавања превртања зидова у монолитној конструкцији. Године 1854, енглески грађевинар Вилијам Б. Вилкинсон армирао је бетонски кров и подове у двоетажној кући коју је градио. Његово позиционирање арматуре показало је да, за разлику од својих претходника, познавао затезне напоне.
Проналазак армираног бетона дуго се приписивао париском вртлару Јосеф Мониеру који је свој проналазак патентирао 1867. године, а односио се на посуде за декоративне биљке. Он је првобитно радио посуде од цементног малтера, тако да се велики број ломио приликом транспорта. Идеја заједничког рада бетона и арматуре датира, међутим много раније. Проналазак портланд цемента 1824. године био је јак подстрек за развој бетонских конструкција, али сам бетон без ојачања арматуром није могао да се такмичи са металним конструкцијама због слабе отпорности на затезање.
Године 1855. Француз Ламбо изложио је на париској изложби чамац од армираног бетона који је чинила жичана мрежа обмотана цементним малтером. Тек после сто година, на прослави уприличеној поводом јубилеја армираног бетона, признат је као његов проналазач. Француз Когнет је 1861. године објавио мемоаре у којима предлаже примену својих конструкција: таваница, сводова и цеви на принципу армираног бетона. Он је конструисао армиране водоводне цеви за Одесу, затим потпорне зидове и светионик у Порт Саиду 52 m висине. Међутим, и поред тога Јосеф Мониер се сматра оцем армираног бетона јер је он са својом упорношћу савладао почетне тешкоће и увео армирани бетон у грађевинарство. Његови патенти се редају: 1868. године цеви и резервоари, 1869. године плоче, 1873. године мостови, 1877. године прагови 1878. године сводови. У свом раду Јосеф Мониер није имао појма о статичком дејству армираног бетона, него је све радио емпиријски. Он је арматуру смештао у средину бетона у облику чврстог костура, тј. у суштини арматура је била носећа конструкција обложена бетоном.
Научно третирање армираног бетона је почело када је Мониер продао свој патент грађевинској фирми Вајс и Фрајтаг који су применили систем Мониер у пракси.

## Важни датуми у историји армираног бетона
- 1848. — Француз Jean-Louis Lambot, израђује чамац од цементног малтера који ојачава челичном мрежом.
- 1866. — Француз Hennebique у Швајцарској гради први армиранобетонски жељезнички мост.
- 1906. — У Француској су по први пут издати прописи у вези са армираним бетоном.
- 1930. — Eugène Freyssinet користећи армирани бетон изводи мост распона 3 x 172 m.